# 엄기숙
엄기숙은 대한민국의 KBS춘천방송총국 기자이다. 현재 취재부장이다.

## 경력
- KBS춘천방송총국 보도부 기자
- KBS춘천방송총국 취재부장